# Adam Knight (rugby à XV)
Pour l’auteur américain de nom de plume Adam Knight, voir Lawrence Lariar.
Pas d'image ? Cliquez ici

a Compétitions nationales et continentales officielles uniquement.

Dernière mise à jour le 26 juin 2021.
Adam Knight, né le 10 juin 1993, est un joueur néo-zélandais de rugby à XV évoluant au poste de troisième ligne.

## Biographie
Adam Knight fait ses débuts professionnels avec Otago en NPC en 2015. Il participe également aux entraînements des Highlanders mais sans jouer pour la franchise.
Repéré par Jack Isaac, il rejoint le Biarritz olympique en 2018 pour deux saisons, avant de prolonger son contrat d'une saison supplémentaire au printemps 2019. Après plusieurs commotions cérébrales, il est contraint de mettre un terme à sa carrière en 2021.